# Pierre Chevallier (historien)
Pour les articles homonymes, voir Pierre Chevallier et Chevallier.
 Pierre Chevallier, né le 8 septembre 1913 à Pauillac et mort le 10 avril 1998 à Troyes, est un professeur émérite de lettres et un historien français, auteur d'ouvrages sur la franc-maçonnerie et les ordres monastiques.

## Biographie
Pierre Chevallier est un spécialiste d'histoire religieuse et de la franc-maçonnerie. Il est le premier historien à rédiger des ouvrages sur la franc-maçonnerie selon la méthode universitaire et de manière scientifique. Il publie sur ce sujet Histoire de la franc-maçonnerie française en trois tomes entre 1974 et 1975, ouvrages faisant référence parmi les maçonnologues.

## Publications
- Loménie de Brienne et l'ordre monastique, Paris, J. Vrin, 1959-1960, 392, 289 Prix Thérouanne de l’Académie française
- Mémoires de la Société académique du département de l'Aube, t. 109, 1978, p. 5-61 Un document inédit sur la mort tragique du conseiller Albert Prince
- Louis XIII, roi cornélien, Paris, Fayard, 1979, 680 p. (ISBN 2-213-00689-X, présentation en ligne).
- Henri III : roi shakespearien, Paris, Fayard, 1985, 751 p. (ISBN 2-213-01583-X, présentation en ligne).
- Les Régicides : Clément, Ravaillac, Damiens, Paris, Fayard, 1989, 419 p. (ISBN 2-213-02326-3, présentation en ligne).
- Pierre Chevallier, Histoire de la franc-maçonnerie française : La maçonnerie, école de l'égalité (1725-1799), vol. 1, Librairie Arthème Fayard, coll. « Les Grandes études historique », 1972 et 2000, 408 p. (ISBN 978-2-213-00029-9).
- Pierre Chevallier, Histoire de la franc-maçonnerie française : La maçonnerie : missionnaire du libéralisme, vol. 2, Librairie Arthème Fayard, coll. « Les Grandes études historique », 1974, 556 p. (ISBN 2-213-00082-4).
- Pierre Chevallier, Histoire de la franc-maçonnerie française : La maçonnerie :  Église de la République, vol. 3, Librairie Arthème Fayard, coll. « Les Grandes études historique », 1975, 480 p. (ISBN 2-213-00162-6).